# Чемпионат Северных Марианских Островов по футболу 2010
VII чемпионат Северных Марианских островов по футболу был проведен на Сайпане, в «Спортивном комплексе Олеаи».

## Команды
- Интер Годфатерс (Inter Godfather’s)
- Кореан (Korean Senior)
- Кореан Джуниор (Korean Junior) — молодёжная команда Кореан
- Марианас Пацифик Юнайтед (Marianas Pacific United)
- Матанса (Matansa Football Club)
- Тан Холдингс (Tan Holdings)
- Вайлд Биллс (Wild Bill’s)
- Йоунг Гунс (Young Guns) — участвовала молодёжным составом

## Итоговая таблица
Итоговое распределение мест в первенстве с 4-го по 8-е неизвестно — данные команды представлены в соответствии с занимаемым местом в турнирной таблице после 13 тура.
| #                 | Команда                  | И  | В  | Н | П | Мячи   | Очки |
| ----------------- | ------------------------ | -- | -- | - | - | ------ | ---- |
| Чемпион           | Марианас Пацифик Юнайтед | 14 | 13 | 1 | 0 | 64 — 8 | 40   |
| Серебряный призёр | Кореан                   | 14 | 10 | 2 | 2 | -      | 32   |
| Бронзовый призёр  | Интер Годфатерс          | 14 | 8  | 1 | 5 | -      | 25   |
| 4                 | Вайлд Биллс              | 14 |    |   |   | -      |      |
| 5                 | Матанса                  | 14 |    |   |   | -      |      |
| 6                 | Кореан Джуниор           | 14 |    |   |   | -      |      |
| 7                 | Тан Холдингс             | 14 |    |   |   | -      |      |
| 8                 | Йоунг Гунс               | 14 |    |   |   | -      |      |

Лучший бомбардир: Джо Ванг Миллер (Марианас Пацифик Юнайтед) — 15 мячей

## Результаты матчей
Результаты игр 14-18 туров неизвестны; 5, 8, 12 и 19 туров известны частично.

### 1-й тур
- 7 марта Марианас Пацифик Юнайтед — Матанса — 4:0
- 7 марта Йоунг Гунс — Интер Годфатерс — 0:1
- 7 марта Кореан Джуниор — Вайлд Биллс — 0:5

### 2-й тур
- 14 марта Марианас Пацифик Юнайтед — Йоунг Гунс — 8:0
- 14 марта Кореан — Тан Холдингс — 3:0
- 14 марта Матанса — Кореан Джуниор — 6:0

### 3-й тур
- 21 марта Йоунг Гунс — Тан Холдингс — 2:3
- 21 марта Вайлд Биллс — Интер Годфатерс — 2:1
- 21 марта Кореан Джуниор — Кореан — 0:2

### 4-й тур
- 28 марта Марианас Пацифик Юнайтед — Кореан — 5:2
- 28 марта Интер Годфатерс — Тан Холдингс — 5:1
- 28 марта Матанса — Вайлд Биллс — 1:1

### 5-й тур
- 4 апреля Кореан — Матанса + / —, счет неизвестен
- 4 апреля Вайлд Биллс — Тан Холдингс + / —, счет неизвестен

### 6-й тур
- 11 апреля Кореан Джуниор — Йоунг Гунс — 3:1
- 11 апреля Марианас Пацифик Юнайтед — Интер Годфатерс — 1:1
- 11 апреля Кореан — Вайлд Биллс — 3:2

### 7-й тур
- 18 апреля Матанса — Йоунг Гунс — 2:0
- 18 апреля Марианас Пацифик Юнайтед — Тан Холдингс — 4:1
- 18 апреля Интер Годфатерс — Кореан Джуниор — 3:1

### 8-й тур
- 25 апреля Кореан — Йоунг Гунс — 3:1
- 25 апреля Интер Годфатерс — Матанса + / —, счет неизвестен
- 25 апреля Кореан Джуниор — Тан Холдингс + / —, счет неизвестен

### 9-й тур
- 2 мая Кореан — Интер Годфатерс — 3:2
- 2 мая Матанса — Тан Холдингс — 4:3
- 2 мая Марианас Пацифик Юнайтед — Вайлд Биллс — 2:0

### 10-й тур
- 9 мая Марианас Пацифик Юнайтед — Кореан Джуниор — 4:2
- 9 мая Вайлд Биллс — Матанса — 4:3
- 9 мая Интер Годфатерс — Йоунг Гунс — 7:1

### 11-й тур
- 16 мая Вайлд Биллс — Йоунг Гунс — 6:1
- 16 мая Кореан — Кореан Джуниор — 5:3
- 16 мая Марианас Пацифик Юнайтед — Интер Годфатерс — 2:0

### Таблица после 11-и туров
| # | Команда                  | И | В | Н | П | Мячи    | Очки |
| - | ------------------------ | - | - | - | - | ------- | ---- |
| 1 | Марианас Пацифик Юнайтед | 8 | 7 | 1 | 0 | 30 — 6  | 22   |
| 2 | Кореан                   | 8 | 7 | 0 | 1 | 21 — 13 | 21   |
| 3 | Вайлд Биллс              | 8 | 5 | 1 | 2 | 20 — 11 | 16   |
| 4 | Интер Годфатерс          | 9 | 5 | 1 | 3 | 20 — 11 | 16   |
| 5 | Матанса                  | 8 | 3 | 1 | 4 | 16 — 12 | 10   |
| 6 | Кореан Джуниор           | 8 | 2 | 0 | 6 | 9 — 26  | 6    |
| 7 | Тан Холдингс             | 7 | 1 | 0 | 6 | 8 — 18  | 3    |
| 8 | Йоунг Гунс               | 8 | 0 | 0 | 8 | 6 — 33  | 0    |

### 12-й тур
- Интер Годфатерс — Матанса + / —, счет неизвестен
- Кореан Джуниор — Тан Холдингс — ничья или победа 2-й команды, счет неизвестен
- Вайлд Биллс — Йоунг Гунс + / —, счет неизвестен

### 13-й тур
- Марианас Пацифик Юнайтед — Кореан — 4:0
- Йоунг Гунс — Кореан Джуниор — 0:5
- Интер Годфатерс — Тан Холдингс — 7:0

### Таблица после 13-и туров
| # | Команда                  | И  | В     | Н     | П     | Мячи    | Очки   |
| - | ------------------------ | -- | ----- | ----- | ----- | ------- | ------ |
| 1 | Марианас Пацифик Юнайтед | 9  | 8     | 1     | 0     | 34 — 6  | 25     |
| 2 | Интер Годфатерс          | 11 | 7     | 1     | 3     | 27 — 11 | 22     |
| 3 | Кореан                   | 9  | 7     | 0     | 2     | 21 — 17 | 21     |
| 4 | Вайлд Биллс              | 9  | 6     | 1     | 2     | 20 — 11 | 19     |
| 5 | Матанса                  | 9  | 3     | 1     | 5     | 16 — 12 | 10     |
| 6 | Кореан Джуниор           | 10 | 3     | 1/0 ? | 6/7 ? | 14 — 26 | 10/9 ? |
| 7 | Тан Холдингс             | 9  | 1/2 ? | 1/0 ? | 6     | 8 — 25  | 4/6 ?  |
| 8 | Йоунг Гунс               | 10 | 0     | 0     | 10    | 6 — 38  | 0      |

### 19-й тур
- 25 июля Марианас Пацифик Юнайтед — Йоунг Гунс — 5:0